# レ・ヌビアン
レ・ヌビアン（Les Nubians）は、フランスのポピュラー音楽ユニット。エレーヌ・フォッサール（Hélène Faussart、1975年 - ）とセリア・フォッサール（Célia、1979年 - ）の姉妹によるデュオである。R&Bを基本として、レゲエやジャズなどさまざまな要素を取り込んだ作風は「Afropean（アフロピアン、Afro-とEuropeanを合成した造語）」と形容される。
姉妹はボルドーで生まれ、1985年から1992年までチャドに住み、チャド滞在中にデュオを旗揚げする。ユニット名はヌビア（現在のエジプトからスーダンに当たる地方）に住む「ヌビア人」という意味だが、彼女らはフランス人の父とカメルーン人の母から生まれたフランス人なのでヌビア人ではない。表記は「レ・ヌビヤン」のほうがもとの発音に近いが、もっぱら「レ・ヌビアン」が使われている。
1998年、ヴァージン・レコードからアルバム『プランセス・ヌビエンヌ』をリリースしてフランスでデビューする。翌1999年には『プランセス・ヌビエンヌ』で全米デビューする。2003年の曲「J'veux d'la musique」は翌2004年のグラミー賞でBest Alternative Urban R&Bにノミネートされ、アウトキャスト、エリカ・バドゥ、ケリス、ミュージック・ソウルチャイルドと争うも受賞は逃がす。同曲を収録したアルバム『ワン・ステップ・フォワード』にはタリブ・クウェリ、バンジャマン・ビオレなどが参加している。オリジナル作品のほか、ブラック・アイド・ピーズ、タリブ・クウェリ、ヤーバ・ブエナの作品にも参加している。

## ディスコグラフィ

### アルバム
- 『プランセス・ヌビエンヌ』 - Princesses Nubiennes (1998年、Virgin)
- 『ワン・ステップ・フォワード』 - One Step Forward (2003年、Virgin/Higher Octave)
- Echos, Chapter One (2005年、Nubiatik)
- 『ニュー・レボリューション』 - Nü Revolution (2011年、Nubiatik/Shanachie)

### サウンドトラック
- Beat the World (2011年)

### ゲスト参加
- テイ・トウワ : Last Century Modern (1999年) ※「Funkin' for Jamaica」に参加
- ブラック・アイド・ピーズ : Bridging the Gap (2000年) ※モス・デフと共に「On My Own」に参加
- グールー : Guru's Jazzmatazz Streetsoul (2000年) ※「Who's There?」に参加
- リフレクション・エターナル : Train Of Thought (2002年) ※「Love Language」に参加
- アナ・トローハ : Sonrisa (2010年) ※「Sueña」に参加